# Hera

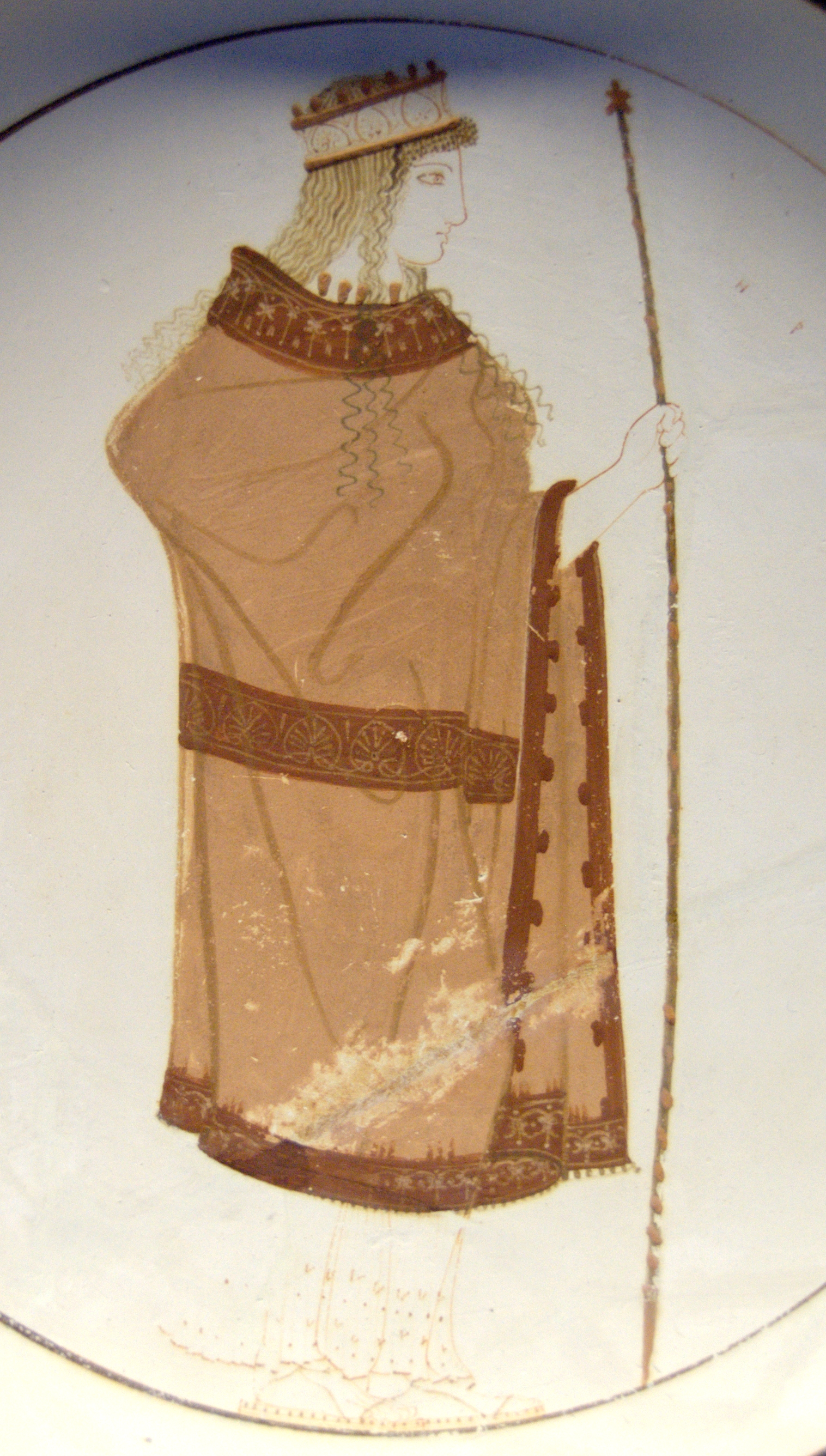
Hera op het medaillon van een roodfigurige kylix van de schilder van Sabouroff (ca. 470 v.Chr., Staatliche Antikensammlungen te München)

Hera (Oudgrieks: Ἥρα, Hêra; Ἥρη, Hêrê; Myceens: e-ra) is een godin uit de Griekse mythologie. Zij is de dochter van de titanen Kronos en Rhea, en daarmee de zuster van Zeus, de koning van hemel en aarde, en is tevens diens echtgenote. Hera was de godin van het huwelijk en van de vruchtbaarheid. Ze wordt ook wel de 'koe-ogige' genoemd en de pauw is haar symbool.

## Oorsprong
Oorspronkelijk was Hera enkel de beschermgodin van het huwelijk. Al spoedig stond zij echter symbool voor de lucht en de atmosfeer die de vruchtbaarheid brengt. Ze werd gezien als de beheerseres van hemel en aarde. Haar naam betekent "meesteres van alles wat bestaat". Net als haar gemaal is ze in staat om allerlei weersverschijnselen zoals donder en bliksem over de aarde te laten neerdalen.
Omdat ze de echtgenoot van de oppergod is, wordt ze door de andere goden met veel eerbied en respect behandeld. Iedereen staat voor haar op als ze de zaal binnenkomt.
Over de jeugd van Hera bestaan verschillende verhalen. Een van de versies is dat ze is opgevoed bij Okeanos en Tethys. Volgens een andere versie is ze opgevoed door de Horen. Buiten weten om van haar ouders sloot zij een heilig huwelijk ('hieros gamos' of 'hierogameia') met Zeus, dat 300 jaar lang geheim bleef, totdat Zeus haar de haar waardige plaats als koningin van de hemel kon schenken.
Behalve dat Zeus en Hera volgens de Griekse dichters duidelijk liefde voor elkaar voelen, is er ook veel echtelijke strijd tussen hen. De Grieken zagen deze strijd van Hera weerspiegeld in de natuurverschijnselen in hun land, die sterk door de zee werden beïnvloed. Vanuit dit standpunt valt ook de sage te verklaren waarin Zeus Hera, als straf voor het door Hera vervolgen van Zeus' zoon Herakles, aan de hemel ophangt met twee aambeelden aan haar voeten (die de aarde en de zee vertegenwoordigen) en aan haar armen gouden boeien (de door de zon gekleurde wolken).

## Werkingsgebied
Het werkingsgebied van Hera uitte zich zowel in haar hoedanigheid als godin van de vroege polis (en mogelijk zelfs nog eerder in de Myceense tijd) en in haar hoedanigheid als godin van het huwelijk als gemalin van de oppergod.

### Godin van de vroegepolis
Hera's temperamentvolle houding komt ook tot uiting in de Trojaanse Oorlog, waarin ze de Grieken steunt. De Trojaan Paris had immers bij het Parisoordeel Aphrodite en niet Hera of Athena als schoonste vrouw aangewezen. Zelfs de Trojaan Aeneas, die als overlevende na de Val van Troje naar Italië reist, ondervindt nog Hera's wrok.

### Huwelijksgodin
Hera heeft verder veel betekenis als godin van het Oud-Griekse huwelijk en geldt als het ideaal van de gehuwde vrouw. Haar echt geldt als het voorbeeld voor elk huwelijk dat op aarde wordt gesloten, en de huwelijkstrouw staat onder haar bescherming.

## Kinderen
De kinderen die voortkwamen uit Hera's huwelijk met Zeus waren Hephaistos, Ares, Hebe en Eileithyia. Hephaistos zou zijn geboren toen het huwelijk van Zeus en Hera ook nog voor hun ouders een geheim was. Hebe en Eileithyia staan respectievelijk symbool voor de bloeiende, jeugdige levenskracht en de hulp aan de barende vrouwen.

## Cultusplaatsen

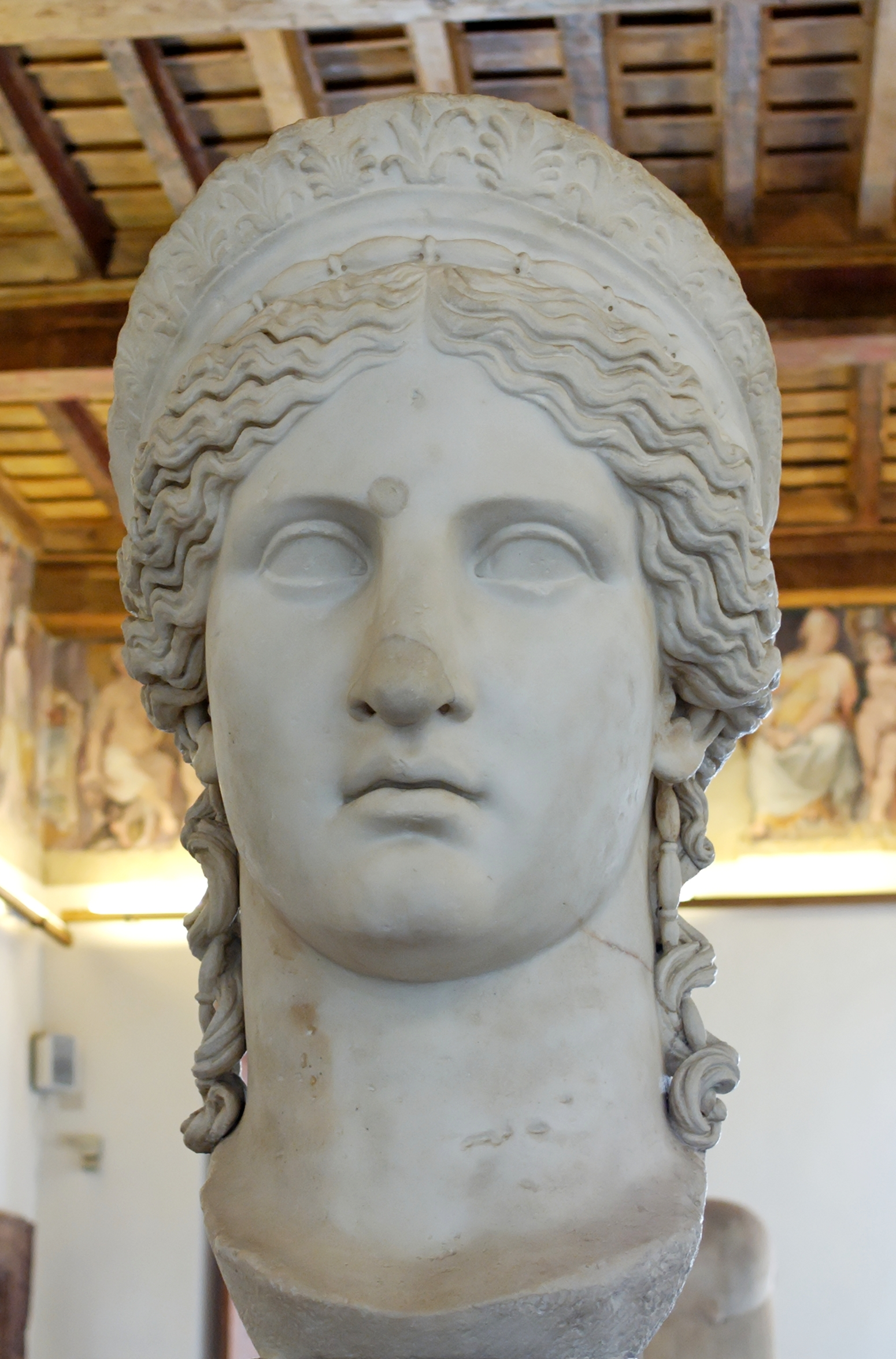
De zogenaamde “Hera Ludovisi”, die feitelijke Antonia minor voorstelt (Palazzo Altemps)

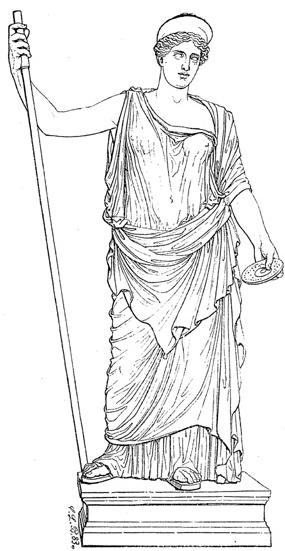
De zogenaamde “Iuno Barberini” (Pio-Clementino Museum)

Hera werd vooral geëerd in de stad Argos en de daar gevierde feesten, Heraea, die met openbare spelen gepaard gingen. Van hieruit verbreidde zich de dienst van de godin over de Peloponnesos, met tempels in onder andere Olympia, Korinthe, Tiryns en Perachora. Argos en de nabijgelegen steden Mykenai en Sparta worden reeds door Homeros genoemd als Hera's lievelingssteden. Daarnaast stond de Heracultus centraal op de eilanden Delos en op Samos, waar Zeus en Hera in het geheim zouden zijn getrouwd. Op het Lacinium in het zuiden van het huidige Italië, nabij Kroton, was ook een tempel aan haar gewijd.

## Attributen
De koe, en de pauw waren aan Hera gewijd, en met name ook de granaatappel als symbool van het leven. Ze werd dikwijls met een pauw, een kind of een staf afgebeeld. De pauw kreeg in zijn staart de ogen van Argos, die Hera als herder had aangesteld over de koe Io, waarin een van Zeus' minnaressen was getransformeerd. Argos werd door Hermes gedood en van zijn ogen beroofd. Hera is beschermster van de kudden en wordt door Homeros 'koe-ogig' genoemd.

## Hera in de beeldende kunst
Hera wordt vaak uitgebeeld terwijl ze op een troon zit, of gekleed in een gewaad met een kroon op haar hoofd. In haar hand heeft ze soms een granaatappel, die de vruchtbaarheid symboliseert. Een beroemd beeld van Polykletos stelt haar voor terwijl ze op een troon zit en een kroon op heeft die is versierd met de beelden van de Chariten en de Horen. In haar ene hand houdt zij een granaatappel, en in de andere haar scepter waarop een koekoek zit, een ander vruchtbaarheidssymbool.

## Varia
- De stad Herat in het westen van Afghanistan is naar de godin Hera genoemd door Alexander de Grote.
- Volgens de legenden ontstonden de sterren uit druppels melk van Hera. De naam Melkweg is ontleend aan deze mythe. Zeus legde zijn zoon Herakles eens aan de borst van de slapende Hera om hem onsterfelijk te maken, maar zij stootte het kind van zich af, waarbij zij druppels melk verloor.